# Nights and Days (phim)
Ngày và đêm (tiếng Ba Lan: Noce i dnie) là một bộ phim Ba Lan sản xuất năm 1975 của đạo diễn Jerzy Antczak. Bộ phim gia đình hoành tráng này dựa trên tiểu thuyết Noce i dnie của Maria Dąbrowska, và được tờ Washington Post mô tả là " Cuốn theo chiều gió của Ba Lan". Lấy bối cảnh ở Kalisz và Vùng Kalisz vào nửa cuối thế kỷ 19 sau thất bại của Khởi nghĩa tháng 1 năm 1863, bộ phim thể hiện một bức chân dung độc đáo về một xã hội bị áp bức, cuộc sống lưu vong và tịch thu tài sản tư nhân được kể qua tình yêu và sự đấu tranh của gia đình Niechcic. Bộ sử thi lịch sử này là bộ phim có doanh thu cao nhất trong lịch sử Ba Lan khi phát hành và nhận được một đề cử Oscar cho Phim nói tiếng nước ngoài hay nhất năm 1977. Nhạc phim phim được sáng tác bởi Waldemar Kazanecki, bao gồm một điệu ví von của Vienna thường được chơi trong các đám cưới của Ba Lan như là điệu nhảy đầu tiên của cô dâu và chú rể.

## Lịch sử
Giữa sự hỗn loạn của Thế chiến I, bà Barbara Niechcic (Jadwiga Barańska) nhớ lại cuộc đời đầy kịch tính của mình với người chồng Bogumił (Jerzy Bińczycki) trong suốt nửa thế kỷ của lịch sử Ba Lan, bắt đầu từ cuộc khởi nghĩa tháng 1 năm 1863. Barbara, chạy trốn khỏi thành phố Kalisz đang cháy, hồi tưởng lại tình yêu cháy bỏng khi xưa, cuộc hôn nhân của bà với một người đàn ông mà bà không yêu, cái chết của đứa con đầu lòng, sinh ba đứa khác, tài sản của gia đình bị tịch thu, bỏ chồng, bệnh tật, cái chết và nhiều cuộc đấu tranh gia đình khác.

## Nội dung
Nights and Days là một câu chuyện về gia đình của Barbara Ostrzeńska-Niechcic, (do Jadwiga Barańska thủ vai) và Bogumił Niechcic, (do Jerzy Bińczycki thủ vai) trong bối cảnh của Cuộc Khởi nghĩa tháng Giêng năm 1863 và Thế chiến thứ nhất. Bộ phim là một tác phẩm chuyển thể khá đơn giản và sát nguyên tác với cuốn tiểu thuyết của Maria Dąbrowska cùng tiêu đề. Cốt truyện được đan xen xung quanh vận may thay đổi của một gia đình Niechcic (thuộc tầng lớp thượng lưu) ở Ba Lan trước WWI. Có hai chủ đề xuyên suốt chính: một lịch sử xã hội và một chủ đề đang hiện hữu. Phiên bản điện ảnh là sự tóm tắt của sê-ri phim truyền hình đoạt giải cùng tên, cùng dàn diễn viên và cùng nhà sản xuất.

### Phần thứ nhất:Bogumił và Barbara
Barbara Ostrzeńska kết hôn với chủ sở hữu đất đai cũ là Bogumił Niechcic vì tôn trọng những đóng góp của ông trong Cuộc Khởi nghĩa tháng Giêng năm 1863 thay vì tình yêu dành cho ông. Trong khi đó, bà thầm yêu người đàn ông Toliboski đẹp trai. Nhiệm vụ của họ là cùng nhau tạo ra một cuộc sống mới, bắt đầu tại một khu đất nhỏ, Krempa.

### Phần thứ hai:Peter và Teresa
Barbara phải trải qua nỗi đau khi phải mất đứa con đầu lòng, một cậu bé bốn tuổi tên Peter. Cô quyết định rời khỏi nhà tại Krempa để bắt đầu một cuộc sống mới tại khu đất của Serbinow. Chị gái yêu dấu của Barbara, Teresa qua đời.

### Phần thứ ba:Bà ngoại
Bogumił thành công với tư cách là chủ quản lý bất động sản tại Serbinow. Việc đảm bảo được gánh nặng về an ninh tài chính và sự ra đời của ba đứa con (được đặt tên: Agnieszka, Emilka và Tomaszek) đem lại quãng thời gian yên bình và tốt đẹp. Còn người mẹ ốm yếu của Barbara chuyển đến sống cùng với họ chỉ để chờ chết.

### Phần thứ tư:Những lo lắng thường trực
Sự cống hiến của Bogumił cho công việc của mình được ca ngợi bởi chủ sở hữu 'Serbinow', nhưng Barbara lại gặp rắc rối với Tommy (Tomaszek, đứa con út của họ), đứa trẻ đang có thói hay nói dối và ăn cắp. Họ thuê một gia sư cho cả ba đứa con. Barbara và Bogumił trở nên xa cách với nhau hơn khi Barbara mơ ước được chuyển đến thành phố Kaliniec gần đó.

### Phần thứ năm:Chúc may mắn
Chú của Barbara chết, để lại cho cô 6.000 rúp. Bogumił khuyên cô nên đầu tư vào Serbinow, nhưng sở thích của cô lại là một tòa nhà ở Kaliniec. Trong khi đó, Danielecki, chủ sở hữu của Serbinow, lo lắng mất Bogumił với việc cải thiện hợp đồng của mình.

### Phần thứ sáu:Tình yêu
Cô Hlasko, một giáo viên giàu kinh nghiệm đến gặp họ, vậy nên Barbara không cần phải di chuyển đến thị trấn Kaliniec cùng các con. Một đợt bùng phát bệnh thương hàn xảy ra và cả gia đình đã làm những gì có thể để giúp đỡ người bệnh. Cuối cùng Barbara chuyển đến Kaliniec cùng các con. Bogumił ở nhà một mình tại Serbinow và cặp với một người trẻ tuổi.

### Phần thứ bảy:Gió trong mắt
Mười lăm năm đã trôi qua kể từ khi Bogumił và Barbara định cư ở Serbinow. Trong một bữa tiệc mừng, hai đồng tiền vàng bị mất tích và con trai của họ, Tommy (Tomaszek), bị nghi ngờ. Trong khi đó, cuộc cách mạng Nga năm 1905 khuyến khích các trang trại bạo loạn. Khi Barbara bất ngờ rời khỏi nhà ở Kaliniec để thăm Serbinow, cô tìm thấy Bogumił trong vòng tay của một người phụ nữ khác. Barbara như tan nát.

### Phần thứ tám:Thời gian cho tình yêu / Thời gian cho cái chết
Phong trào cách mạng mở rộng, cùng với con gái của Barbara, Agnieszka, người trở về từ trường đại học đầy sức sống và háo hức để yêu. Trong khi đó, cô giáo cũ của họ, cô Celina, đã tự tử sau khi bị người yêu bỏ rơi.

### Phần thứ chín:Cha và con
Bogumił nhận ra rằng anh ta đang mất con gái Agnieszka, người quyết định sống cùng chồng tại Brussels thay vì ở lại Serbinow cùng gia đình. Tommy tiếp tục nói dối và đánh cắp, khiến cha mẹ anh đau đớn và khổ sở vô cùng.

### Phần mười:Chúng ta được sinh ra, chúng ta chết và cuộc sống vẫn tiếp diễn
Dù đôi khi lo lắng về những đứa trẻ, Barbara và Bogumił vẫn cảm thấy an toàn và hài lòng. Bogumił đặt mua một thiết bị thoát nước cho Serbinow mà không có sự cho phép của chủ sở hữu, sử dụng tiền của Barbara làm tiền gửi. Không lâu sau đó, có tin tức đến từ Paris rằng Serbinow đã được bán. Bogumił và Barbara phải chuyển đi và rời khỏi nhà của họ tại Serbinow.

### Phần thứ mười một:Vào cuối ngày
Sau hơn hai mươi năm tại Serbinow, Bogumił và Barbara mua một khu bất động sản nhỏ tại Pamietow. Bogumił cảm thấy mất mát và mệt mỏi. Anh ta bị bệnh và chết sau khi yêu cầu những đứa con của mình phải trung thực và tử tế. Không có Bogumił, Barbara cảm thấy như thể thế giới của bà bị phá hủy hoàn toàn. Trong khi đó, cuộc đấu tranh giành độc lập của Ba Lan vẫn tiếp tục.

### Phần mười hai:Và màn đêm buông xuống
Barbara chuyển đến ở vĩnh viễn tại Kalinec. Khi Thế chiến thứ nhất nổ ra và quân Đức xâm chiếm, Barbara hy vọng các con của bà sẽ đến với bà. Khi quân đội Phổ chiếm được Kalinec, người dân vui mừng vì không có người Nga. Barbara rời Kaliniec để tìm kiếm con của mình.

## Diễn viên
- Jadwiga Barańska (Barbara Niechcic)
- Jerzy Bińczycki (Bogumił Niechcic)
- Barbara Ludwiżanka (mẹ của Barbara)
- Jerzy Kamas (Daniel Ostrzeński)
- Janina Trachotówna (Michalina Ostrzeńska)
- Elżbieta Starostecka (Teresa Ostrzeńska-Kociełło)
- Tiểu vương quốc Buczacki (Lucjan Kociełło)
- Stanisława Celińska (Agnieszka Niechcic)
- Jan Englert (Marcin Śniadowski)
- Kazimierz Mazur (Tomasz Niechcic)
- Olgierd ukaszewicz (Janusz Ostrzeński)
- Anna Nehrebecka (Celina Katelba)
- Andrzej Seweryn (Anzelm Ostrzeński)
- Bánh mì kẹp thịt Karol (Józef Toliboski)
- Henryk Borowski (Klemens Klicki)
- Beata Tyszkiewicz (Stefania Holszańska)
- Kazimierz Kaczor (sĩ quan Nga)
- Andrzej Szczepkowski (tái hiện Holszański)
- Władysław Hańcza (Jan Łada)
- Mieczysław Milecki (linh mục Komodziński)
- Marek Walczewski (Daleniecki)
- Barbara Rachwalska (cô gái phục vụ gia đình Niechcic)
- Bożena Dykiel (Andzia Torebkówna)
- Andrzej Gawroński (Czerniak, nông dân ở Serbinow)
- Ryszarda Hanin (Żarnecka-bếp chính cho gia đình Niechcic)
- Ewa Dałkowska (Olesia Chrobotówna)
- Zofia Merle (nông dân Maria Kałużna)
- Tadeusz Fijewski (Łuczak-nông dân từ Serbinow)
- Helena Kowalchotowa (nông dân từ Serbinow)
- Teodor Gendera (nông dân từ Serbinow)

## Giải thưởng
Bộ phim đã nhận được một đề cử Oscar cho Phim nói tiếng nước ngoài hay nhất.
Tại Liên hoan phim quốc tế Berlin lần thứ 26 vào năm 1976, Jadwiga Barańska đã giành giải Gấu bạc cho Nữ diễn viên xuất sắc nhất.

## Lý do bộ phim trở nên nổi tiếng
Cuốn tiểu thuyết gốc của Maria Dąbrowska khá dài dòng với bốn hoặc sáu tập, tùy thuộc vào phiên bản. Vì nói về chủ đề lịch sử xã hội, nó đã được đưa vào chương trình Ngữ văn bắt buộc trong các trường trung học Ba Lan. Bộ phim này có thể được coi là phiên bản Cliff Notes của cuốn tiểu thuyết và nhiều người đi xem phim là những học sinh trung học đang tìm kiếm một lối tắt thay vì đọc tác phẩm. Ngoài ra, góc độ lịch sử xã hội trong phim đã được khám phá theo lăng kính khách quan. Điều này cho phép toàn bộ tài liệu vượt qua sự kiểm duyệt của chế độ cộng sản mà không có bất kỳ sự cắt giảm hay can thiệp nào khác. Trên thực tế, phim do chính phủ cộng sản trả tiền để sản xuất một câu chuyện đáng tin cậy của một gia đình thuộc tầng lớp thượng lưu (quý tộc).
Phiên bản điện ảnh được cho là ít phổ biến hơn (mặc dù vẫn được nhiều người biết đến) so với phiên bản TV 12 tập, vẫn đang được phát sóng lại theo định kỳ ở Ba Lan. Giá trị kỹ thuật và nghệ thuật của phim đủ cao để cạnh tranh với những phim sitcom hiện nay.